# Mutta

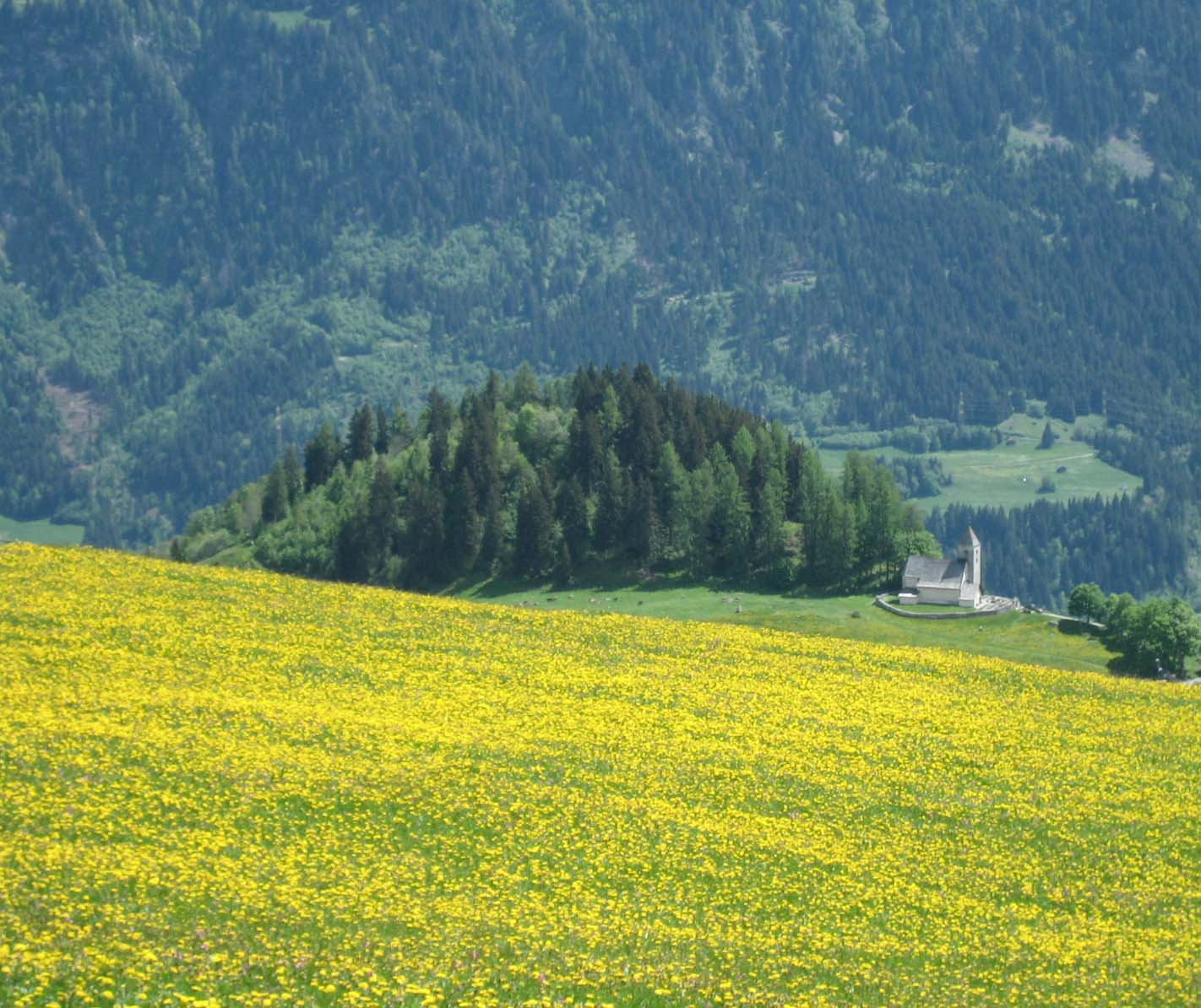
Die Mutta von Falera mit der Remigiuskirche

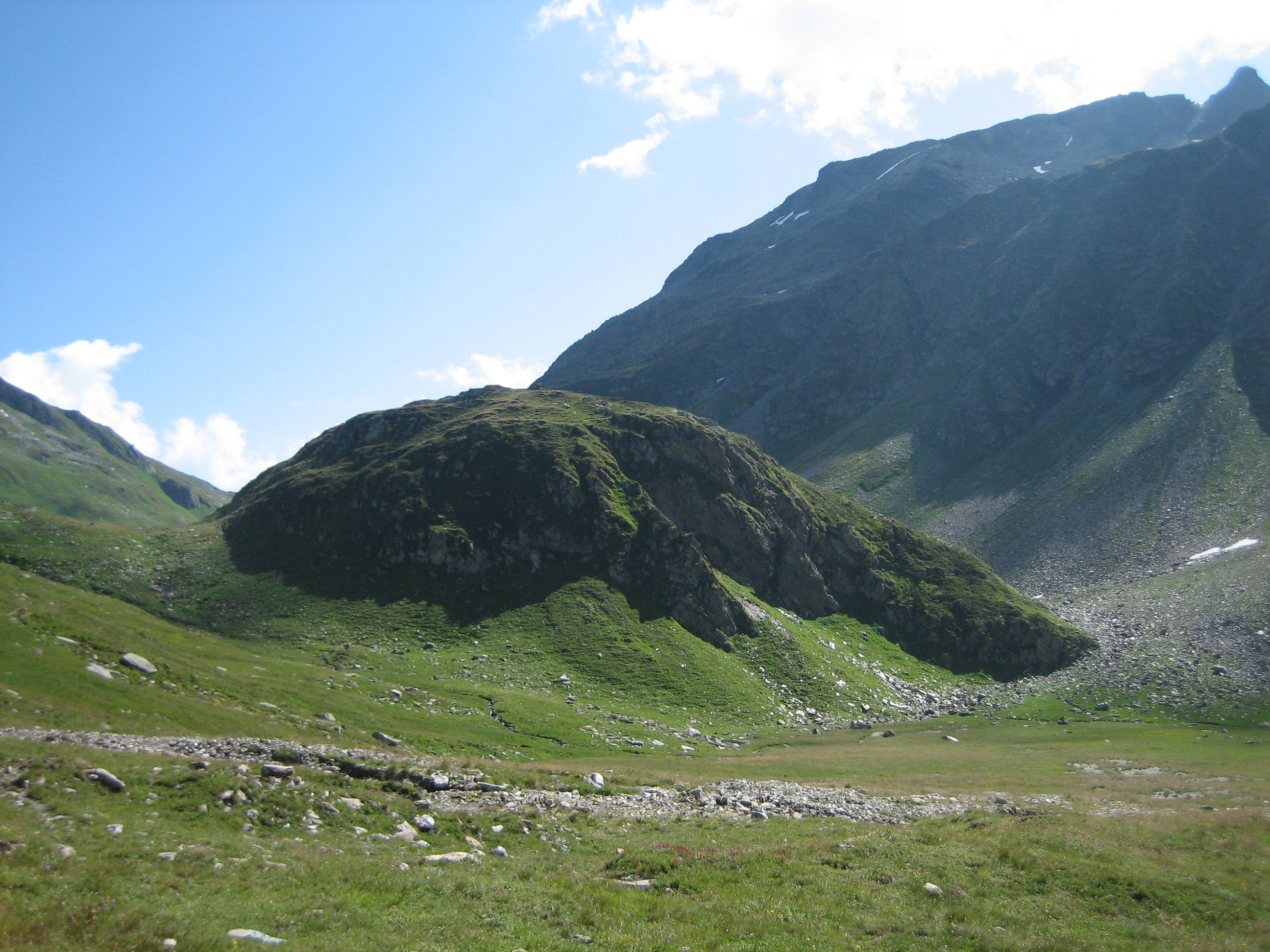
Motta Caslasc im Val Vignun

Mutta ist der rätoromanische Flurname für eine Erhebung oder eine Hügelkuppe.  Der Name kommt in kleinen Variationen im ganzen Kanton Graubünden vor.

## Vorkommen
In zahlreichen Gemeinden und in verschiedenen Regionen des Kantons tritt er einmal oder mehrere Male auf. Bekannte Beispiele sind Muottas Muragl und Motta Naluns, die Walsersiedlung Mutten in Mittelbünden und der Parc la Mutta in Falera. Im Engadin erscheint der Name auch als Mütta.
Im Engadin und den italienischsprachigen Südtälern ist das verwandte Muotta oder Motta mindestens doppelt so häufig anzutreffen, die nördlichsten Vorkommnisse liegen in Seewis im Prättigau.
Die Bezeichnung des Flusses Muota im Kanton Schwyz geht nicht auf diesen Begriff zurück, sondern hat eine andere Bedeutung.